# La Hoz de la Vieja
La Hoz de la Vieja – gmina w Hiszpanii, w prowincji Teruel, w Aragonii, o powierzchni 43,73 km². W 2011 roku gmina liczyła 79 mieszkańców.